# Herabai Tata
Herabai Tata (1879–1941) est une militante indienne des droits des femmes et suffragiste. Mariée en 1895, le mari de Tata est progressiste et soutient l'éducation de sa femme et de sa fille, en engageant des tuteurs pour l'aider dans sa scolarité. En 1909, Tata, qui est Parsi, développe un intérêt pour la théosophie et, quelques années plus tard, fait la connaissance d'Annie Besant. À la même époque, en 1911, elle rencontre Sophia Duleep Singh, une suffragiste britannique d'origine indienne, qui influence son développement en tant que suffragiste. Membre fondatrice et secrétaire générale de la Women's Indian Association (en), elle devient l'une des femmes qui demandent le droit de vote avant l'enquête Montagu-Chelmsford en 1917.
Lorsque les réformes proposées n'inclus pas le droit de vote des femmes, Tata et d'autres féministes commencent à protester et à publier des articles sur la nécessité du vote. Renvoyée au Comité de franchise de Southborough pour élaborer la réglementation électorale visant à mettre en œuvre les réformes de Montagu-Chelmsford, elle écrit un article pour le Times of India dans lequel elle affirme que, comme certaines municipalités autorisent déjà les femmes à voter, l'extension de ce droit est justifiée. Néanmoins, le Comité Southborough rejette également l’inclusion du droit de vote pour les femmes et envoie ses recommandations au Comité mixte spécial de la Chambre des Lords et des Communes. Tata est choisie par le Comité pour le suffrage de Bombay pour se rendre en Angleterre afin de présenter le cas en faveur du suffrage au Comité mixte.
Pour rédiger un rapport visant à étayer leur demande de suffrage, Tata et sa fille Mithan Jamshed Lam font deux présentations au gouvernement et parcourent tout le pays pour tenter d'obtenir du soutien à leur cause. Elle publie des articles dans diverses revues et prend la parole, inspirant des particuliers et des organisations à inonder le bureau de l'Inde de recommandations. Bien qu'il n'ait pas été en mesure d'influencer la loi de réforme pour inclure le suffrage universel pour les femmes, le projet de loi final prévoit des dispositions permettant aux provinces indiennes d'accorder le droit de vote aux femmes si elles le souhaitent. Une fois en Angleterre, Tata et sa fille s'inscrivent à des cours à la London School of Economics et y restent jusqu'en 1924. Elle continue à œuvrer pour le droit de vote et la législation protégeant les enfants jusqu’à ce que son mari soit blessé dans un accident et ait besoin de ses soins. Tata décède en 1941 et est considérée comme l'une des suffragistes les plus importantes de la première lutte pour le droit de vote en Inde.

## Jeunesse
Herabai est née en 1879 à Bombay, qui se trouve à l'époque sous le Raj britannique. À l'âge de seize ans, elle se marie avec Ardeshir Bejonji Tata un employé d'une usine textile. La famille est parsi,. Le 2 mars 1898, la fille du couple, Mithan, naît au Maharashtra. Ils déménagent bientôt à Phulgaon, près de Nagpur, où Ardeshir travaille dans une usine textile en tant qu'assistant maître tisserand. Il est progressiste dans ses idées sur l'éducation des femmes et embauche des tuteurs pour aider Tata dans son souhait de poursuivre ses études. Prenant un poste dans une usine à Ahmedabad, la famille y reste jusqu'en 1913, date à laquelle elle déménage à Bombay, où Ardeshir devient directeur d'une grande usine textile,!,

## Activisme

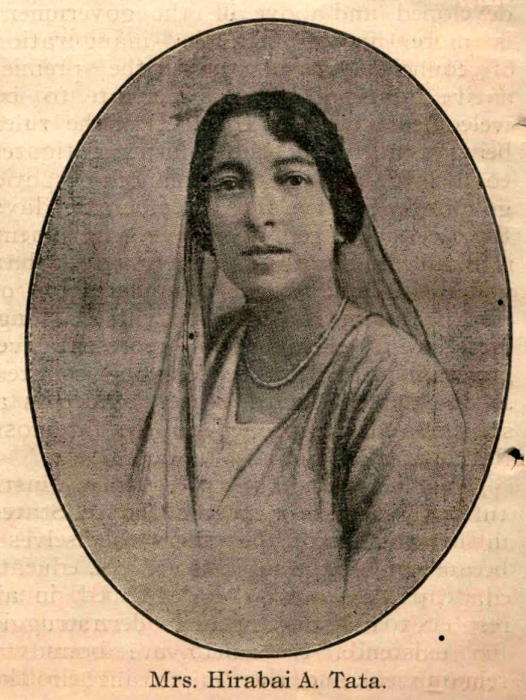

### Activisme précoce
En 1909, Herabai s'intéresse à la théosophie et commence à assister à des conventions à Adyar, Madras et Bénarès. Lors de la convention de 1912 à Bénarès, elle rencontre Annie Besant,, qui est devenue présidente de la Société théosophique d'Adyar en 1908. En 1911, alors qu'elle est en vacances au Cachemire avec sa fille, Tata rencontre la suffragiste Sophia Duleep Singh. Charmée par son enthousiasme pour la cause et après avoir lu la littérature que Singh lui envoya plus tard, Tata devient active dans la lutte pour le droit de vote des femmes,. En 1916, les discussions sur l'autonomie locale des Indiens commencent à s'intensifier et les enquêtes de Montagu commencent. Edwin Montagu, secrétaire d'État pour l'Inde, et Lord Chelmsford, vice-roi de l'Inde, se rendent dans le pays dans le but de solliciter l'avis des autorités britanniques sur une dévolution politique limitée du pouvoir.
En 1917, Margaret Cousins fonde la Women's Indian Association à Adyar pour créer un véhicule permettant aux femmes d'influencer la politique gouvernementale. Besant et Tata sont toutes deux membres fondatrices, avec d'autres femmes. Besant est présidente et Tata est nommé secrétaire général de l'organisation. Cousins obtient une audience auprès de Montagu pour présenter les revendications politiques des femmes. Le 15 décembre 1917, Sarojini Naidu dirige une délégation de 14 femmes éminentes venues de toute l'Inde pour présenter l'appel à inclure le suffrage des femmes dans le nouveau projet de loi sur le suffrage en cours d'élaboration par le gouvernement indien,,. En tant que membre de la délégation, Tata lance un appel passionné pour que les femmes soient incluses en tant que « personnes » et ne soient pas interdites de vote comme si elles étaient des étrangères, des enfants ou des folles.
Malgré leurs efforts, lorsque les réformes Montagu-Chelmsford sont introduites en 1918, aucune recommandation n'est faite en faveur du droit de vote des femmes. Les suffragistes préparent des pétitions et les soumettent aux législatures et aux conférences et publient des mises à jour sur la lutte dans Stri Dharma (en), appelant au soutien à l'autonomisation politique des femmes dans le cadre du mouvement anticolonial contre la Grande-Bretagne. Comme étape suivante du processus, le Comité de franchise de Southborough est formé pour élaborer les réglementations électorales visant à mettre en œuvre les réformes de Montagu-Chelmsford. Leur rapport publié en avril 1919 rejette également l'inclusion du suffrage des femmes, car ils estiment que la société conservatrice y sera opposée,. Tata publie en juin dans le Times of India son argumentaire en faveur du droit de vote des femmes, affirmant que les femmes pouvant déjà voter aux élections municipales de Bombay, l'extension du droit de vote n'est pas une idée nouvelle. En juillet, les femmes de Bombay organisent une réunion de protestation au cours de laquelle Tata prend la parole. Lorsque Lord Southborough envoie son rapport au Comité mixte spécial de la Chambre des Lords et des Communes, le Comité de Bombay sur le suffrage des femmes décide d'envoyer Tata et sa fille Mithan témoigner avec Sir Sankaran Nair,,.

### Déménagement en Angleterre
Le Comité pour le suffrage de Bombay finance le voyage avec des fonds fournis par Tata Limited, mais comme toutes les dépenses ne sont pas couvertes, le mari de Tata, Ardeshir, qui l'encourage à partir, a fourni les fonds restants nécessaires. Elle écrit à des personnes influentes dans un large éventail d’organisations pour obtenir leur soutien à la cause et est une oratrice active lors d’événements. La mère et la fille compilent de nombreux rapports sur le droit de vote des femmes pour étayer leur argumentation en faveur de l'octroi du droit de vote aux femmes. Besant et Naidu présentent des plaidoyers en faveur du droit de vote en août. En septembre 1919, Tata présente le mémorandum Pourquoi les femmes devraient-elles avoir le droit de vote au Bureau de l'Inde. Lors de leur séjour en Angleterre, les Tata prennent la parole lors de diverses réunions publiques et événements de suffragistes britanniques, se rendant à « Birkenhead, Bolton, Édimbourg, Glasgow, Harrowgate, Liverpool, Manchester et Newcastle » pour obtenir le soutien d'autres femmes. Leurs plaidoyers ont beaucoup de succès, ce qui a pour conséquence que le Bureau de l'Inde est inondé de résolutions de soutien au suffrage des femmes en Inde. Elle envoie également une correspondance régulière à Jaiji Petit, président du Comité de Bombay pour le suffrage des femmes. Tata et sa fille participent à une deuxième présentation devant le Comité mixte spécial le 13 octobre. Elles sont également présentes lors de la lecture finale du projet de loi en décembre 1919, qui comprend une clause selon laquelle les provinces indiennes peuvent accorder le droit de vote aux femmes si elles le souhaitent.
Prévoyant initialement de rester jusqu'à la fin de l'année, Tata et sa fille décident de rester en Angleterre lorsque Mithan est acceptée pour des études de troisième cycle à la London School of Economics,. Tata s'inscrit également à l'école et bien qu'elle n'ait pas obtenu de diplôme, elle suit des cours entre 1919 et 1922 en administration, économie et sciences sociales. Durant son séjour en Angleterre, Tata travaille activement pour développer le soutien à l'identité politique des femmes. Elle publie des articles dans diverses revues, comme The Vote, et United India. Ces activités ne sont pas toujours appréciées en Inde, car elle attire les critiques de Young India, lorsqu'un article publié en 1920 affirme qu'elle ne combat pas le colonialisme britannique, mais cherche plutôt l'aide de leurs colonisateurs. Cette année-là, elle participe au 8e Congrès de l'Alliance internationale pour le suffrage des femmes (IWSA) qui se tient à Genève, en Suisse. En 1923, elle est déléguée au 9e Congrès de l'IWSA à Rome. Bien que n'ayant pas été élue, Tata est proposée comme membre du conseil international, ce qui est la première fois que des femmes indiennes peuvent se qualifier pour des postes administratifs au sein de l'organisation.

### Retour en Inde
En 1924, Tata et sa fille retournent en Inde. Cette année-là, elle organise une conférence publique avec divers groupes de femmes pour donner leur avis sur un projet de loi en attente concernant les enfants. Parmi les suggestions envoyées au gouvernement figurent des dispositions permettant aux femmes de participer à la rédaction de la loi, des sanctions plus lourdes pour « forcer une fille à l'immoralité », la reconnaissance des femmes comme parents au même titre que les hommes et la nomination de femmes magistrates au sein des tribunaux pour enfants. En 1925, lorsque le Conseil national des femmes en Inde (NCWI) est formé, Tata le rejoint avec sa fille Mithan. Une blessure qui fait perdre la vue à Ardeshir limite sa capacité à participer aussi activement qu'elle le faisait auparavant, car elle devient sa soignante.

## Décès et héritage
Tata décède en 1941. Une grande partie de son héritage est éclipsée par sa fille plus célèbre, mais l'écrivaine et militante Rita Banerji (en) déclare que Tata est l'une des figures centrales de la lutte pour le suffrage en Inde. Geraldine Forbes (en), professeure distinguée d'histoire et directrice du département d'études féminines à l'université d'État de New York à Oswego, qualifie Tata de « véritable soldate » dans la campagne pour le droit de vote des femmes en Inde.

### Citations
1. 1 2  Mukherjee 2011, p. 111.
2. 1 2  Asian Voice 2016.
3. 1 2  Mankekar 2002, p. 200.
4. 1 2 3 4  Mukherjee 2018b.
5. ↑  De Souza 2009.
6. 1 2  The Open University 2015.
7. ↑  Sweet 2010.
8. ↑  Anand 2015, p. 339.
9. 1 2 3 4 5 6  Mukherjee 2011, p. 112.
10. 1 2  Forbes 2004, p. 92.
11. 1 2 3  Odeyar 1989, p. 179.
12. ↑  Deivanai 2003, p. 113.
13. ↑  Odeyar 1989, p. 182.
14. ↑  Forbes 2004, p. 93.
15. ↑  Tusan 2003, p. 624.
16. ↑  Odeyar 1989, p. 184.
17. 1 2  Forbes 2004, p. 95.
18. ↑  Odeyar 1989, p. 185.
19. ↑  Mukherjee 2018a, p. 80.
20. 1 2  Odeyar 1989, p. 186.
21. 1 2 3  Forbes 2004, p. 97.
22. ↑  Mukherjee 2018a, p. 81.
23. ↑  Mukherjee 2018a, p. 82–83.
24. ↑  Mukherjee 2018a, p. 83.
25. 1 2 3  Donnelly 2018.
26. ↑  Desai et Thakkar 2001, p. 7.
27. ↑  Tata 1919, p. 345–346.
28. ↑  Tata 1922, p. 130.
29. ↑  Mukherjee 2018a, p. 84.
30. ↑  International Woman Suffrage Alliance 1920, p. 15.
31. ↑  Mukherjee 2018a, p. 181.
32. ↑  The Vote 1924, p. 279.
33. ↑  Desai et Thakkar 2001, p. 5.
34. ↑  Singh 1986, p. 73.
35. ↑  Doctor 2018.
36. ↑  Banerji 2014.
37. ↑  Kanafani 1999, p. xi.